# 斯科蒂·罗伯逊
斯科蒂·罗伯逊（英語：Scotty Robertson，1930年2月1日—2011年8月18日），美国职业篮球教练，曾执教过三支不同的NBA球队。

## 生平
第一支执教的NBA球队是新奥尔良爵士 (现在的犹他爵士)，他也是犹他爵士队的首任主教练，除此之外还执教过芝加哥公牛和底特律活塞。罗伯逊总共在NBA执教了五个赛季，执教总共287场比赛取得109胜-178负。
从1964年至1974年期间他曾执教美国路易斯安纳理工大学男子篮球队长达10年之久。